# 硫氰酸二(吡啶)三苯基膦亚铜
硫氰酸二(吡啶)三苯基膦亚铜是一种配位化合物，化学式为Cu(NCS)(py)2(PPh)3，其中py为吡啶，Ph为苯基。它可由[Cu(NCS)(PPh3)]2（或CuNCS和PPh3）在热吡啶中结晶得到。
它可以以单斜晶系P21空间群结晶，晶胞参数a=9.44，b=15.19，c=10.24 Å，β=166.95°。它具有光致发光和摩擦发光特性。

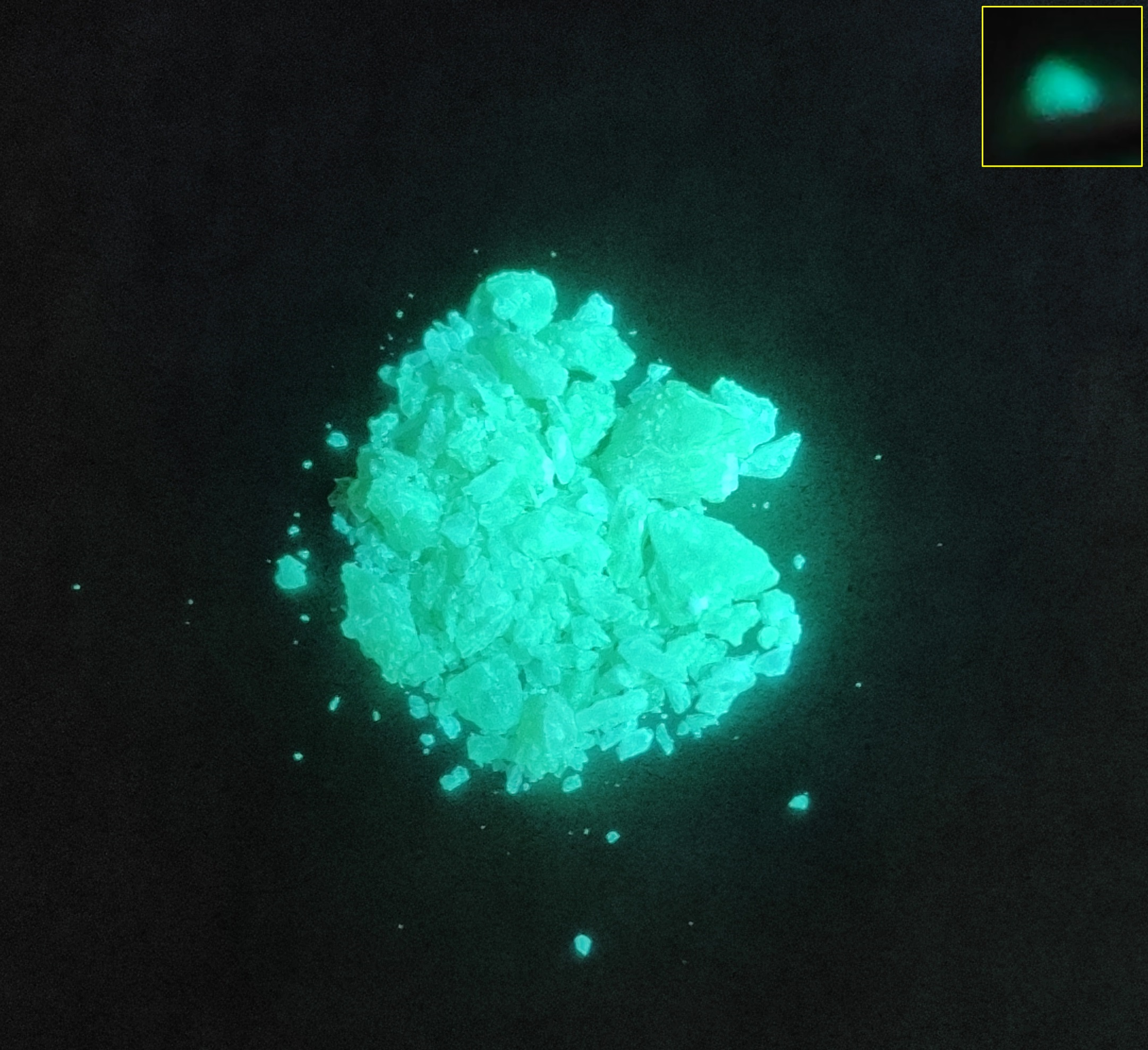
Cu(NCS)(py)_{2}(PPh)_{3}在365 nm激发下的光致发光与黑暗中的摩擦发光（附图）。